# الماذنة (ردمان)

تعديل مصدري - تعديل

الماذنة هي إحدى قرى عزلة المريه بني مر بمديرية ردمان التابعة لمحافظة البيضاء، بلغ تعداد سكانها 276 نسمة حسب تعداد اليمن لعام 2004.